# Rue des Clercs (Metz)
La rue des Clercs est une voie piétonne de Metz en Moselle.

## Situation et accès
La rue se situe dans Metz-Centre, faisant la jonction entre la rue Winston Churchill et la rue Fabert.

## Origine du nom
Le nom de la rue remonte au XIIIe siècle, lorsque les chanoines de la cathédrale s'y installèrent, entourés de leurs serviteurs et de clercs, responsables de l'administration des affaires religieuses de Metz.

## Historique
La rue des Clercs, à Metz, remonte au Moyen Âge, où elle reliait la place Saint-Jacques à l'Esplanade. Initialement composée de deux sections, elle comprenait la rue du Voué, nommée d’après l’hôtel du Voué, un magistrat chargé de la protection des plus faibles. Au XIIIe siècle, l'ordre des Trinitaires y établit une église, renforçant l’importance religieuse du quartier. Au XIVe siècle, des tribunaux s’y tenaient, et la rue devint un lieu de justice et d’exécution. Plusieurs constructions importantes y ont vu le jour, notamment l’hôpital Sainte-Reinette et des maisons médiévales reposant sur des vestiges romains. La rue a toujours été un centre névralgique de la vie commerciale, religieuse et judiciaire à Metz, subissant des modifications urbaines au XIXe siècle, avec l’alignement des trottoirs et la découverte de ruines romaines.